# Siegfried Voigt
Siegfried Voigt, född 3 oktober 1950 i Schneeberg, Sachsen, är en östtysk handbollsmålvakt. Han var med och tog OS-guld 1980 i Moskva.